# New Orleans Pelicans
I New Orleans Pelicans, fino al 2013 chiamati New Orleans Hornets, sono una delle trenta squadre di pallacanestro a militare nel massimo campionato professionistico statunitense, la National Basketball Association. La franchigia, di proprietà della famiglia Benson che possiede anche la squadra NFL dei New Orleans Saints, ha sede nella città di New Orleans, nello Stato della Louisiana e gioca le sue partite interne allo Smoothie King Center. I colori sociali sono il blu marino, l'oro e il rosso. Logo è un pellicano, uno degli animali simbolo della Louisiana, sovrastato da un piccolo giglio, altro simbolo della Louisiana.
La franchigia gioca sin dalla fondazione nella Western Conference della Nba. Dal 2002-03, anno della prima stagione disputata, all'ultima stagione conclusa 2023-24, in un totale di 22 stagioni disputate, i Pelicans hanno raggiunto i playoff per 9 volte, ottenendo come miglior risultato la semifinale ad Ovest nel 2007-08 e nel 2017-18.
L'avvento dei Pelicans a New Orleans nel 2002 rappresenta un ritorno del grande basket Nba in città. Nei primi anni settanta infatti, la franchigia degli Utah Jazz, dal 1979 trasferitasi a Salt Lake City, giocò nei cinque anni precedenti, dal 1974 al 1979, proprio a New Orleans, mantenendo poi il nome Jazz, chiaro riferimento alla cultura musicale della Louisiana, anche dopo il trasferimento nello Utah.

## Storia della franchigia

Il logo dei New Orleans Hornets utilizzato fino al 2013

### I primi anni
Nel maggio del 2002 gli Charlotte Hornets, in Nba dal 1988 nella Eastern Conference, vengono autorizzati a trasferirsi a New Orleans, in Louisiana, diventando i New Orleans Hornets e cambiando definitivamente nome in Pelicans dal 2013. Nel 2004 sarebbe poi nata una nuova franchigia a Charlotte, i Bobcats, riprendendo il nome Hornets lasciato libero da New Orleans diventata Pelicans.
Nel 2014 la NBA ha poi stabilito che i risultati storici dei Pelicans debbano essere conteggiati proprio a partire dal 2002, anno di nascita della franchigia, e non sono da ricollegare a quelli degli Hornets nati nel 2004 prima come Bobcats e poi di nuovo Hornets.
Di conseguenza, a seguito della scelta della Nba, la storia degli Charlotte Hornets va considerata dal 1988 al 2002 come Charlotte Hornets, dal 2004 al 2013 come Charlotte Bobcats e nuovamente dal 2013 ad oggi come Charlotte Hornets. Invece per i Pelicans, la storia inizia dal 2002 come New Orleans Hornets e prosegue dal 2013 come New Orleans Pelicans.

La nuova squadra inaugura la sua storia nel 2002-03 arrivando ai playoff ma finendo sconfitta dai Philadelphia 76ers di Allen Iverson. Nel draft 2003 arriva David West e un'altra qualificazione per i play-off contro i Miami Heat trionfanti al termine di in una serie combattutissima. La stagione 2004-05 si rivela essere la peggiore della storia della franchigia con un record di 18-64. La stagione raggiunge l'apice in negativo dopo l'uragano Katrina nell'agosto 2005.

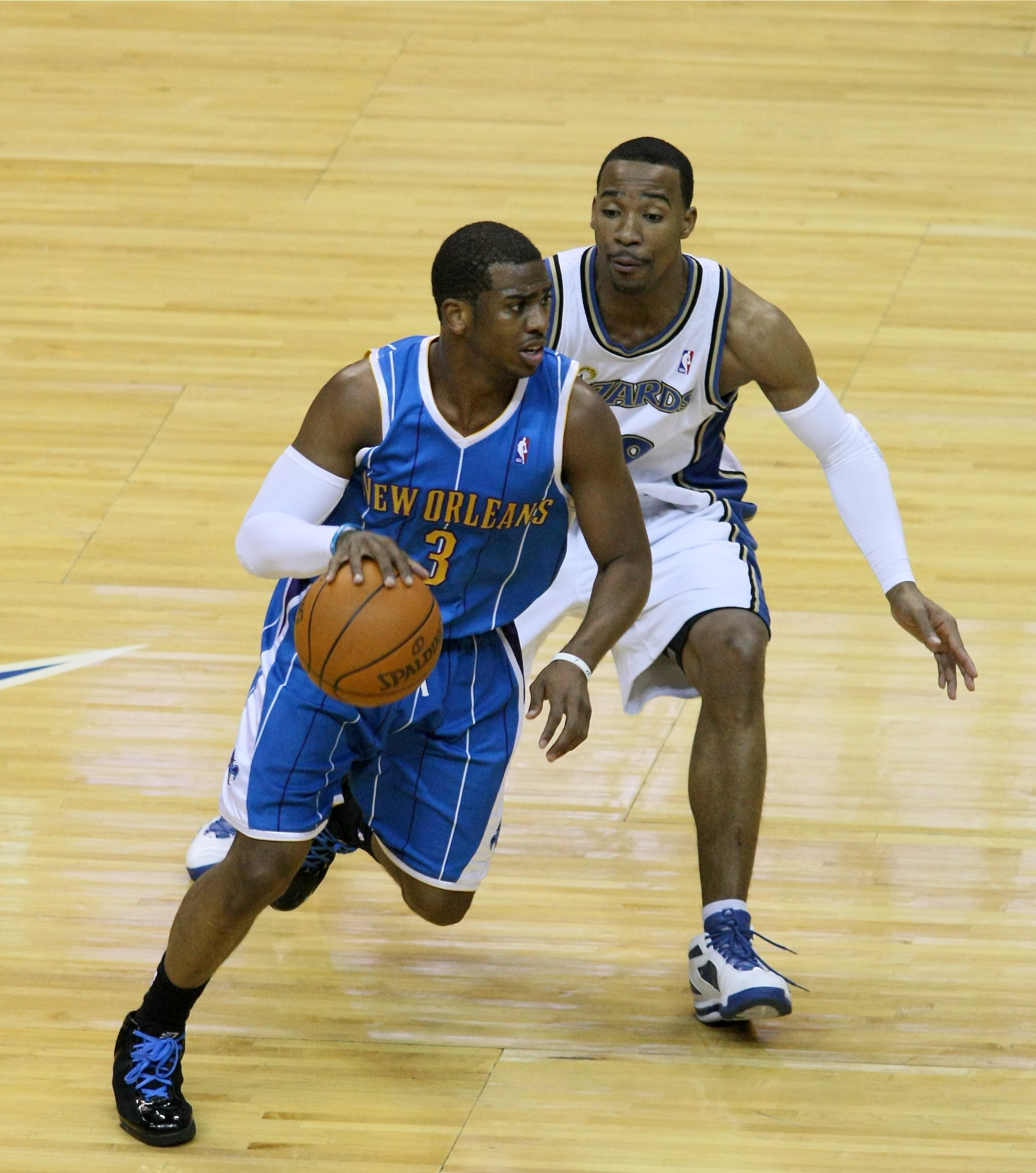
Chris Paul

Nel 2005 in seguito al passaggio dell'uragano Katrina, che distrugge la città, i New Orleans Hornets sono costretti a chiedere ospitalità alla città di Oklahoma City, dove disputano, al Ford Center, le stagioni 2005-06 e 2006-07. Dopo aver scelto il playmaker Chris Paul con la quarta scelta assoluta al Draft del 2005, gli Hornets raggiungono 38 vittorie, ancora insufficienti però per un posto nei play-off, ma incrementando il record di ben 20 vittorie. La stagione seguente migliorano il record, tuttavia ancora non sufficiente per arrivare fra le prime otto per i playoff.

### La nascita di una contender ad Ovest
Nella stagione 2007-2008, di nuovo a New Orleans, gli Hornets si qualificano ai play-off con un record in regular season ancora imbattuto per la franchigia di 56-26. Nel 2008 New Orleans ospita inoltre l'All-Star Game, dove debuttano come All-Star il duo Chris Paul e David West e con Byron Scott in panchina come allenatore delle stelle dell'Ovest. Ai playoff eliminano al primo turno i Dallas Mavericks di Dirk Nowitzki con un Chris Paul autentico MVP. In semifinale incontrano e vengono eliminati dai campioni in carica dei San Antonio Spurs di Tim Duncan e Manu Ginóbili. Il bilancio di fine stagione è comunque ottimo con Chris Paul secondo nella corsa al titolo di MVP dietro solo a Kobe Bryant; e Byron Scott viene scelto come coach dell'anno.

Nella stagione 2008-09 nonostante ad Ovest gli Hornets siano ormai considerati una contender, i molti infortuni condizionano l'annata, soprattutto del centro titolare Tyson Chandler. Gli Hornets arrivano lo stesso ai play-off ma privi di qualsiasi energia e disintegrati dagli infortuni. Al primo turno vengono eliminati nettamente dai Denver Nuggets trascinati da Carmelo Anthony.

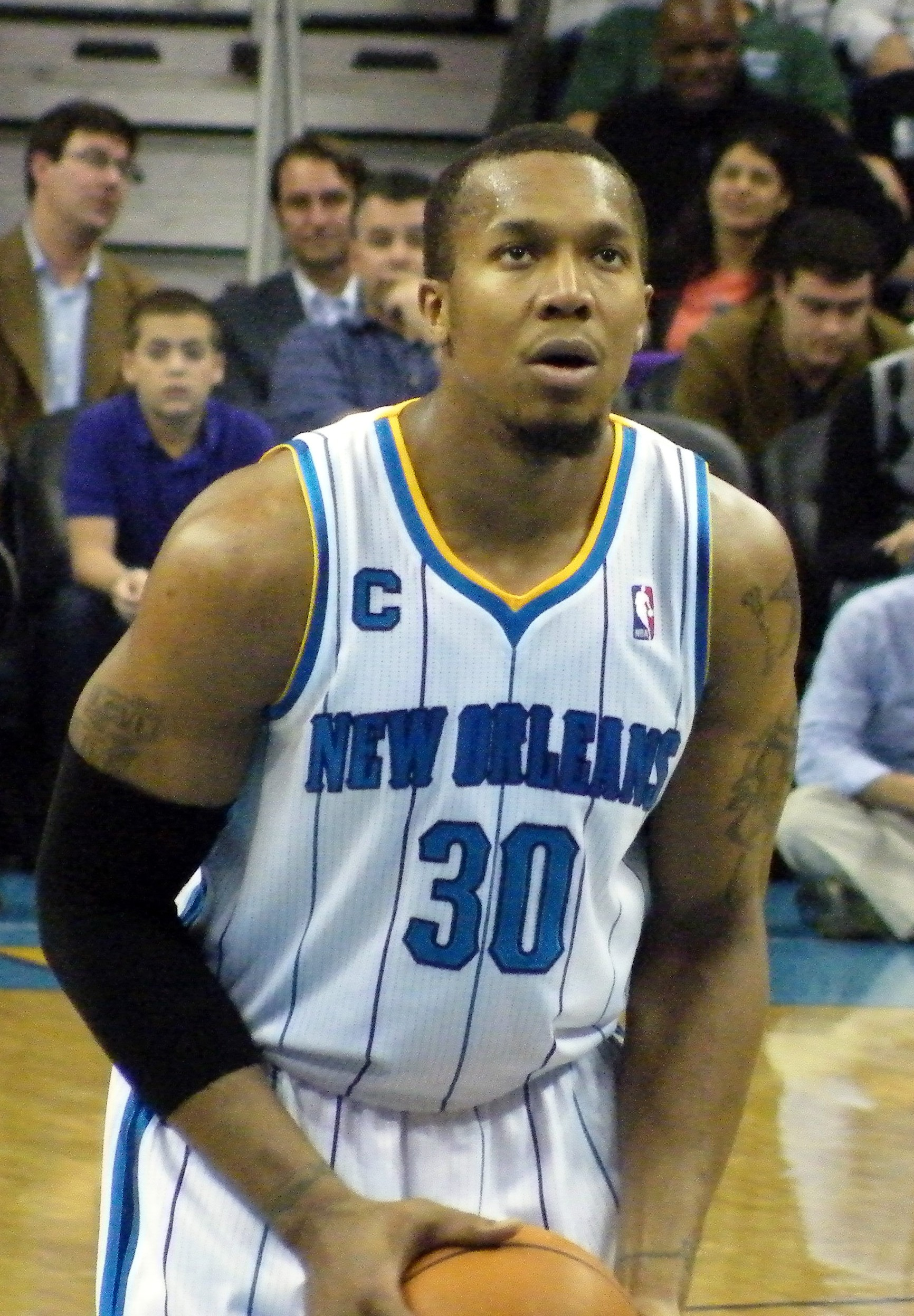
David West

Il 2009-10 inizia male e Byron Scott viene licenziato. Gli Hornets non riescono comunque a qualificarsi per i play-off nonostante lo scambio che vede l'arrivo di Emeka Okafor in Louisiana e la partenza di Tyson Chandler verso Charlotte. Il problema sempre a causa degli infortuni che colpiscono in primis la stella Chris Paul e poi Peja Stojaković, pedina fondamentale della squadra.
L'estate 2010 degli Hornets è lunga e travagliata a livello dirigenziale ma la squadra si dimostra valida. Gli Hornets puntano ciecamente su Chris Paul a cui si aggiunge l'italiano Marco Belinelli dai Toronto Raptors e il sempre affidabile David West. La stagione comincia in maniera fantastica e gli Hornets grazie anche a Landry riescono ad arrivare ai play-off. Al primo round incontrano i campioni in carica dei Los Angeles Lakers e trascinati da un monumentale Chris Paul riescono incredibilmente ad espugnare un attonito Staples Center in gara 1 per 109-100. I Lakers dal canto loro nella partite seguenti mostrano i denti, evidenziando come gli Hornets non potessero avere le armi necessarie per contrastare la strapotenza fisica losangelina sotto le plance di Andrew Bynum e Pau Gasol.

### L'addio di Chris Paul e la rifondazione con Anthony Davis

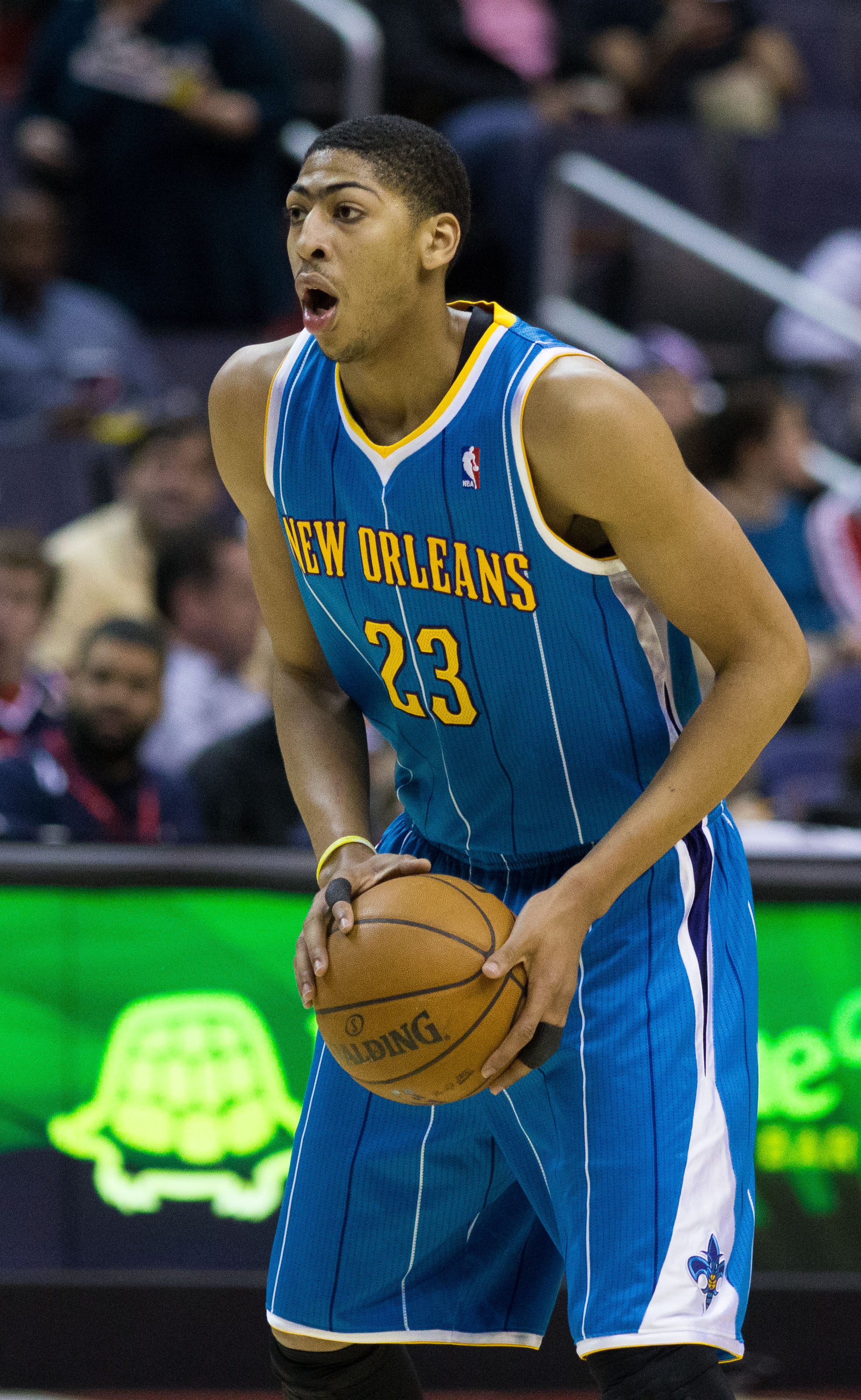
Anthony Davis

Sbloccatosi il lockout 2011 Chris Paul viene ceduto ai Los Angeles Clippers per la prima scelta al draft 2012 dei Minnesota Timberwolves, Eric Gordon e  Chris Kaman. David West decide di testare il mercato free-agent uscendo dal proprio contratto e firmando un biennale con i Pacers. Gli Hornets rifirmano Marco Belinelli e Carl Landry. Le chiavi della squadra vengono affidate al play Jarrett Jack. La stagione viene distrutta nuovamente però dagli infortuni per gli Hornets, con assenze prolungate di Emeka Okafor, Trevor Ariza, Jarrett Jack e Chris Kaman. La stagione 2011-12 si chiude con il peggior record della Western Conference con 21-45. Nota positiva della stagione è il 13 aprile 2012, quando il miliardario e proprietario dei New Orleans Saints, Tom Benson, decide di comprare gli Hornets dalla NBA, che accetta l'accordo.
Nella stagione 2012-13 gli Hornets cedono Ariza e Okafor ai Washington Wizards in cambio di Rashard Lewis e una seconda scelta al draft 2012. Dal draft arrivano il lungo Anthony Davis e Austin Rivers. Gli Hornets ingaggiano poi Ryan Anderson in cambio di Gustavo Ayón e rifirmano Gordon. Nonostante gli ottimi talenti in rosa, gli Hornets chiudono la stagione con un bilancio negativo di 27-55, penultimi in Western Conference.

### Inizio dell'era Pelicans e ritorno ai playoff

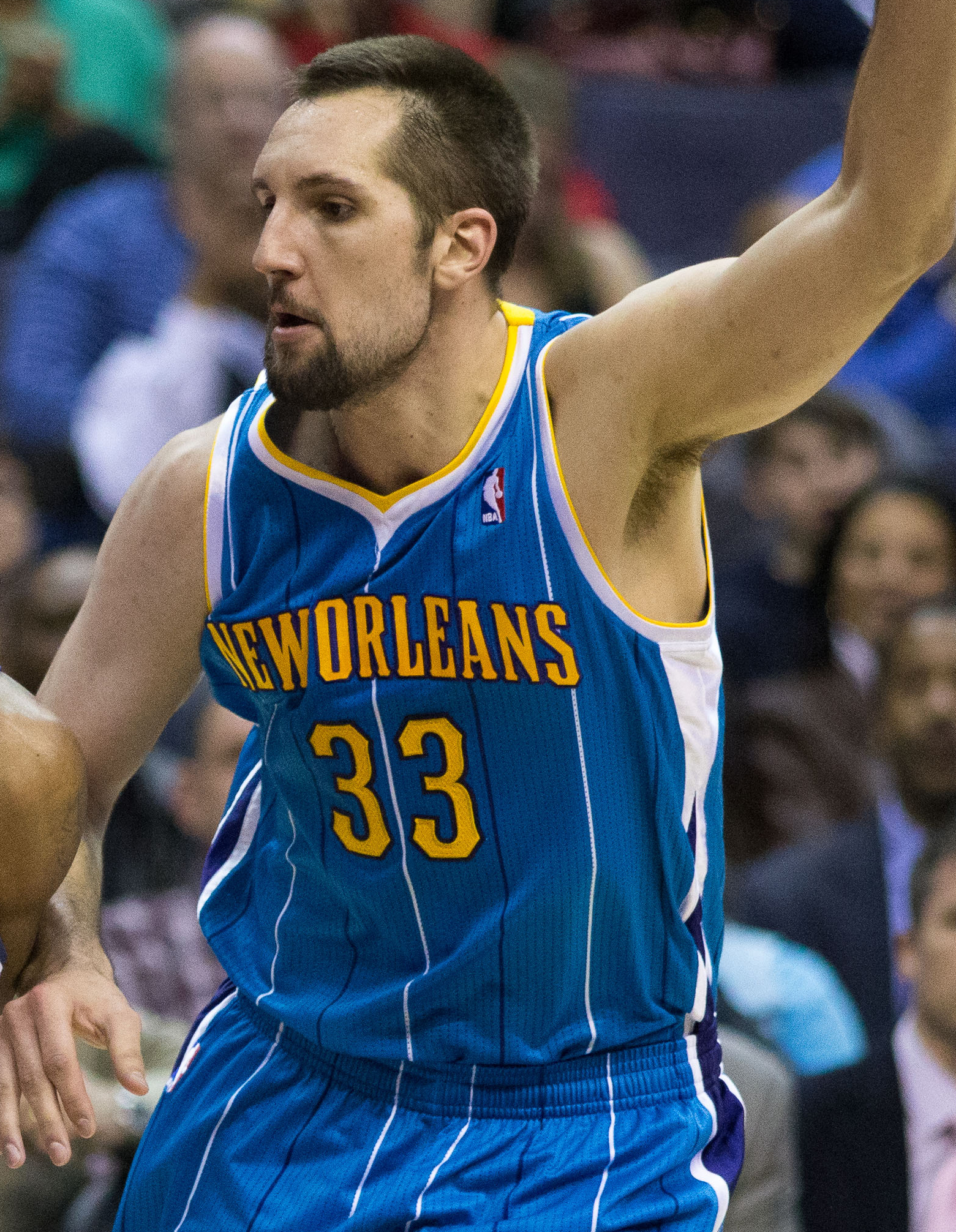
Ryan Anderson

Il 18 aprile 2013, dopo l'acquisto della franchigia da parte di Tom Benson, la squadra cambia il nome in New Orleans Pelicans. Al draft i Pelicans selezionano Nerlens Noel, scambiato il giorno stesso ai Philadelphia 76ers per Jrue Holiday. Successivamente firmano Tyreke Evans dai Sacramento Kings in cambio di Greivis Vásquez. Con due giovani talenti come Holiday ed Evans, che vanno ad aggiungersi agli altri talenti Gordon, Davis ed Anderson, i Pelicans continuano il loro progetto di ricostruzione basato su giocatori giovani e promettenti. La stagione 2013-14 vede i Pelicans mancare l'accesso ai playoff con un record di 34-48, condizionati da infortuni gravi subiti.
Per il 2014-15 acquistano Ömer Aşık dagli Houston Rockets, un centro di valore da affiancare a Davis, riuscendo a qualificarsi ai playoff per la prima volta dopo la trade di Chris Paul. Nella post-season vengono eliminati dai futuri campioni Golden State Warriors e poche settimane dopo viene licenziato dopo cinque stagioni il coach Monty Williams. Il 30 maggio viene ingaggiato come nuovo head coach Alvin Gentry, assistente di Kerr ai Warriors e artefice del miglior attacco della lega.
Dopo le grandi aspettative che si erano venute a creare al termine della serie contro i Warriors, i Pelicans sembrano pronti per il salto di qualità nel 2015-16 sotto la guida di un allenatore esperto e fresco d'anello come Gentry. La stagione inizia in maniera tragica per gli infortuni di Pondexter, Evans, Cole e Aşık e con Holiday sottoposto a un minutaggio limitato fino a gennaio per riabilitare la gamba dopo il grave infortunio della stagione passata. I Pelicans non trovano mai la giusta formula e concludono la stagione in regular season. Nota positive della stagione è Anthony Davis che viene chiamato per l'All-Star Game.
Nel 2016-17 i Pelicans acquisiscono DeMarcus Cousins dai Sacramento Kings ma, nonostante l'arrivo di uno dei pivot più dominanti della lega, la squadra non riesce a qualificarsi ancora per i playoff. Le basi però sono buone e saranno evidenti alcuni mesi dopo. Nella stagione 2017-2018 infatti le cose cambiano: la coppia Davis-Cousins si attesta come una delle più potenti dell'intera lega e la squadra riesce a qualificarsi per i play-off con un record di 48-34. Al primo turno sfidano i Portland Trail Blazers e, nonostante le previsioni da parte delle maggiori testate sportive americane li diano come sfavoriti, New Orleans passa il turno con un sonoro 4-0, primo sweep nella storia della franchigia. La semifinale si dimostra ancora fatale, proprio come vent'anni prima per la franchigia, che non riesce a raggiungere le tanto ambite finali ad Ovest, fermata in questo caso dai futuri campioni dei Golden State Warriors. A fine stagione Davis finisce terzo sia per le votazioni MVP che per il premio di difensore dell'anno, nonché scelto per il primo All-NBA Team. A fine stagione DeMarcus Cousins decide di rifiutare il rinnovo offertogli da New Orleans per accettare l'offerta più bassa dei Golden State Warriors, finendo la breve storia di quella che sarebbe potuta diventare una delle coppia di lunghi più forti dell'NBA moderna.

### Nuova ricostruzione con addio di Anthony Davis e arrivo di Zion Williamson

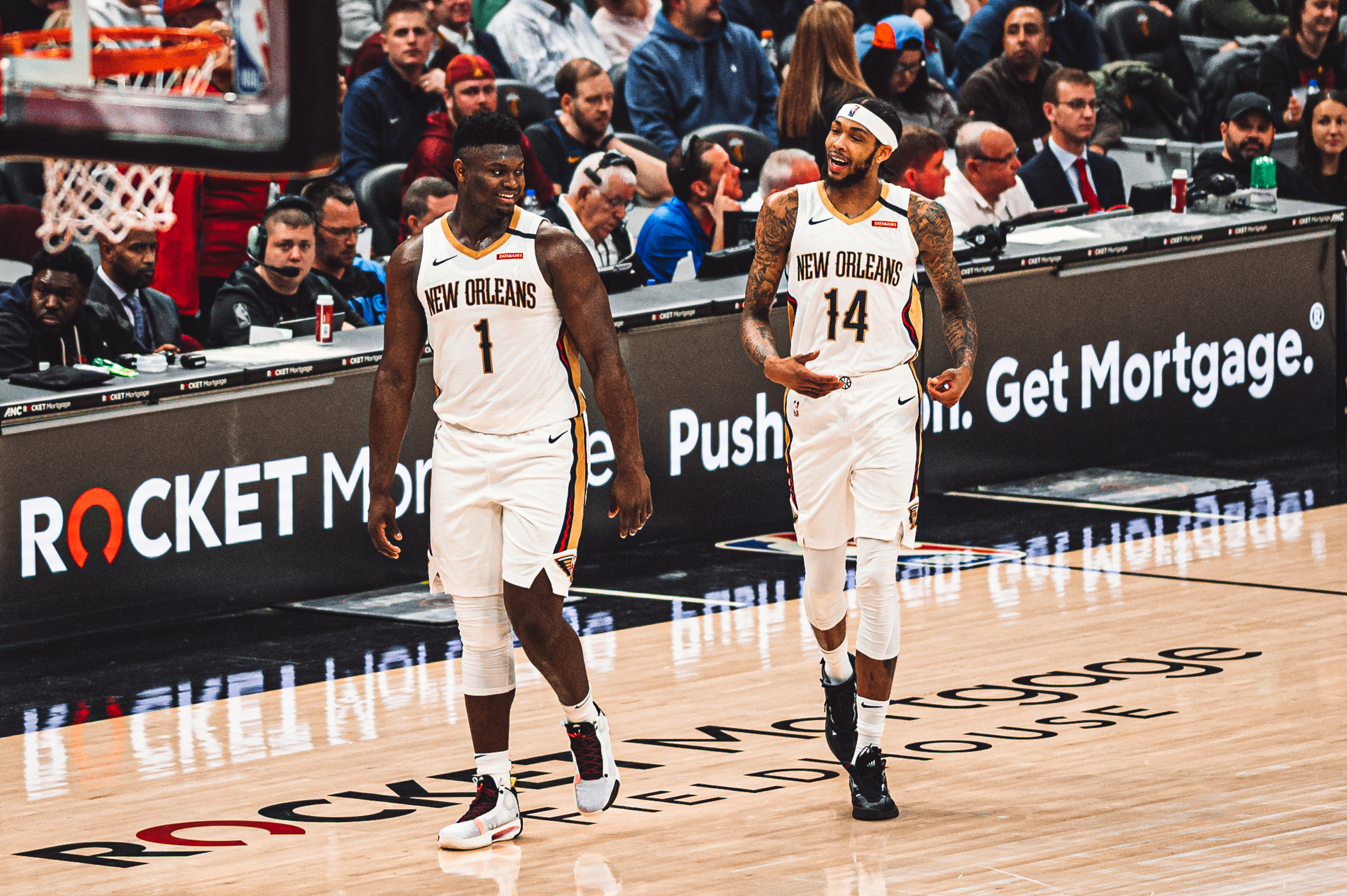
Zion Williamson e Brandon Ingram

La stagione 2018-2019 termina con il mancato accesso ai play-off, un enorme passo indietro rispetto all'annata precedente. Inoltre a metà stagione arriva la richiesta di trade da parte di Anthony Davis, con il general manager Dell Demps che rifiuta grandi offerte come quella dei Lakers contenenti un pacchetto di giovani quali Lonzo Ball, Kyle Kuzma, Brandon Ingram, Josh Hart, Ivica Zubac e prime scelte future. Il vicepresidente dei Pelicans, poco prima dell'avvio della stagione 2019-20, avvia dei colloqui con la stella Anthony Davis per esporgli un progetto con lui protagonista insieme alla star del prossimo draft Zion Williamson. Davis dopo vari incontri ribadisce la volontà di essere ceduto e i Pelicans accettano una trade con i Lakers in cambio di Lonzo Ball, Brandon Ingram e Josh Hart. Al draft come preannunciato i Pelicans scelgono con la prima chiamata assoluta la stella Zion Williamson, considerato il prossimo crack di talento della lega. Inoltre i Pelicans durante la free Agency mettono sotto contratto JJ Redick e Derrick Favors.
Le stagioni 2019-20 e 2020-21, in cui adesso i giocatori di riferimento sono la coppia Zion Williamson e Brandom Ingram, si chiudono senza particolari sussulti da parte dei Pelicans, terminate entrambe in regular season e con la chiara sensazione che manchi ancora qualcosa per il ritorno ai playoff. A penalizzare la franchigia sono anche i ripetuti infortuni patiti da Williamson, con diversi periodi assente dal parquet di gioco.
In vista della stagione 2021-22 in pachina arriva Willie Green, che succede a Stan Van Gundy, mentre il roster viene arricchito da due elementi di esperienza come la guardia CJ McCollum e il lungo lituano Jonas Valanciunas, che insieme a Williamson e Ingram rappresentano la nuova ossatura della squadra. I Pelicans accedono nuovamente ai playoff, cadendo però al primo turno sotto i canestri dei vice campioni in carica Phoenix Suns del grande ex Chris Paul.
Se nella stagione 2022-23 si registra un nuovo passo indietro, con l'eliminazione al termine della regular season, nonostante una percentuale vittorie sconfitte migliore della stagione precedente, nel 2023-24 i Pelicans si affacciano nuovamente ai playoff. Anche in questo caso vengono però eliminati al primo turno della Western Conference con un secco 4-0 per mano degli Oklahoma City Thunder.

## Arene di gioco
- Smoothie King Center (2002–presente)

Altri impianti utilizzati a seguito degli effetti dell'uragano Katrina:
- Ford Center (2005–2007)
- Pete Maravich Assembly Center (2005)
- Lloyd Noble Center (2006)

## Record stagione per stagione
| Campione NBA | Campione di Conference | Campione di Division |

| Stagione                          | V   | P   | %    | Conference | Division | Play-off                                                                        | Risultato                                                                             |
| --------------------------------- | --- | --- | ---- | ---------- | -------- | ------------------------------------------------------------------------------- | ------------------------------------------------------------------------------------- |
| New Orleans Hornets               |     |     |      |            |          |                                                                                 |                                                                                       |
| 2002-03                           | 47  | 35  | 57,3 | 5º         | 3°       | Perdono il Primo Round                                                          | Philadelphia 4, New Orleans 2                                                         |
| 2003-04                           | 41  | 41  | 50,0 | 5º         | 3°       | Perdono il Primo Round                                                          | Miami 4, New Orleans 3                                                                |
| 2004-05                           | 18  | 64  | 22,0 | 15º        | 5°       | -                                                                               | -                                                                                     |
| New Orleans/Oklahoma City Hornets |     |     |      |            |          |                                                                                 |                                                                                       |
| 2005-06                           | 38  | 44  | 46,3 | 10º        | 4°       | -                                                                               | -                                                                                     |
| 2006-07                           | 39  | 43  | 47,6 | 10º        | 4°       | -                                                                               | -                                                                                     |
| New Orleans Hornets               |     |     |      |            |          |                                                                                 |                                                                                       |
| 2007-08                           | 56  | 26  | 68,3 | 2º         | 1°       | Vincono il Primo Round Perdono le Conference Semifinals                         | New Orleans 4, Dallas 1 San Antonio 4, New Orleans 3                                  |
| 2008-09                           | 49  | 33  | 59,8 | 7º         | 4°       | Perdono il Primo Round                                                          | Denver 4, New Orleans 1                                                               |
| 2009-10                           | 37  | 45  | 45,1 | 11º        | 5°       | -                                                                               | -                                                                                     |
| 2010-11                           | 46  | 36  | 56,1 | 7º         | 3°       | Perdono il Primo Round                                                          | LA Lakers 4, New Orleans 2                                                            |
| 2011-12                           | 21  | 45  | 31,8 | 15º        | 5°       | -                                                                               |                                                                                       |
| 2012-13                           | 27  | 55  | 32,9 | 14º        | 5°       | -                                                                               |                                                                                       |
| New Orleans Pelicans              |     |     |      |            |          |                                                                                 |                                                                                       |
| 2013-14                           | 34  | 48  | 41,5 | 12º        | 5°       | -                                                                               | -                                                                                     |
| 2014-15                           | 45  | 37  | 54,9 | 8º         | 5°       | Perdono il Primo Round                                                          | Golden State 4, New Orleans 0                                                         |
| 2015-16                           | 30  | 52  | 36,6 | 12°        | 5°       | -                                                                               | -                                                                                     |
| 2016-17                           | 34  | 48  | 41,5 | 10°        | 4°       | -                                                                               | -                                                                                     |
| 2017-18                           | 48  | 34  | 58,5 | 6°         | 2°       | Vincono il Primo Round Perdono le Conference Semifinals                         | New Orleans 4, Portland 0 Golden State 4, New Orleans 1                               |
| 2018-19                           | 33  | 49  | 40,2 | 13°        | 4°       | -                                                                               | -                                                                                     |
| 2019-20                           | 30  | 42  | 41,7 | 13°        | 5°       | -                                                                               | -                                                                                     |
| 2020-21                           | 31  | 41  | 43,1 | 11°        | 4°       | -                                                                               | -                                                                                     |
| 2021-22                           | 36  | 46  | 43,9 | 9°         | 3°       | Vincono il Play-in Game 9-10 Vincono il Play-in Game 8-9 Perdono il Primo Round | New Orleans 1, San Antonio 0 New Orleans 1, LA Clippers 0 Phoenix 4, New Orleans 2    |
| 2022-23                           | 42  | 40  | 51,2 | 9°         | 2°       | Perdono il Play-in Game 9-10                                                    | Oklahoma City 1, New Orleans 0                                                        |
| 2023-24                           | 49  | 33  | 59,8 | 7°         | 2°       | Perdono il Play-in Game 7-8 Vincono il Play-in Game 8-9 Perdono il Primo Round  | LA Lakers 1, New Orleans 0 New Orleans 1, Sacramento 0 Oklahoma City 4, New Orleans 0 |
| 2024-25                           | 21  | 61  | 25,6 | 14°        | 5°       |                                                                                 |                                                                                       |
| Totale                            | 852 | 998 | 46,1 |            |          |                                                                                 |                                                                                       |
| Playoffs                          | 22  | 37  | 37,3 |            |          |                                                                                 |                                                                                       |

Aggiornato al 30/04/24

## Squadra attuale
| \| Pos. \| Num. \| Naz. \| Nome \| Altezza \| Peso \| Data nascita \| Provenienza \| \| ----- \| ---- \| ---- \| ----------------------- \| ------- \| ------ \| ------------ \| ------------ \| \| P \| 0 \| \| Fears, Jeremiah \| 193 cm \| 83 kg \| 14-10-2006 \| Oklahoma \| \| AG \| 1 \| \| Williamson, Zion \| 198 cm \| 129 kg \| 06-07-2000 \| Duke \| \| AP \| 2 \| \| Jones, Herbert \| 201 cm \| 95 kg \| 06-10-1998 \| Alabama \| \| P \| 5 \| \| Murray, Dejounte \| 196 cm \| 82 kg \| 11-06-1996 \| Auburn \| \| AP \| 8 \| \| Cain, Jamal \| 198 cm \| 87 kg \| 20-03-1999 \| Oakland \| \| G \| 11 \| \| Boston, Brandon \| 198 cm \| 85 kg \| 28-11-2001 \| Kentucky \| \| G/AP \| 12 \| \| Reeves, Antonio \| 198 cm \| 88 kg \| 20-11-2000 \| Kentucky \| \| G \| 14 \| \| Peavy, Micah \| 203 cm \| 100 kg \| 16-07-2001 \| Georgetown \| \| G \| 15 \| \| Alvarado, Jose \| 183 cm \| 81 kg \| 12-04-1998 \| Georgia Tech \| \| AG/C \| 17 \| \| Matkovic, Karlo \| 208 cm \| 105 kg \| 30-03-2001 \| Croazia \| \| C \| 21 \| \| Missi, Yves \| 213 cm \| 107 kg \| 14-05-2004 \| Baylor \| \| AG/C \| 22 \| \| Queen, Derik \| 208 cm \| 111 kg \| 27-12-2004 \| Maryland \| \| G \| 24 \| \| Hawkins, Jordan \| 196 cm \| 86 kg \| 29-04-2002 \| Connecticut \| \| AP \| 25 \| \| Murphy, Trey \| 203 cm \| 93 kg \| 18-06-2000 \| Virginia \| \| AG \| 50 \| \| Robinson-Earl, Jeremiah \| 203 cm \| 104 kg \| 03-11-2000 \| Villanova \| \| G \| \| \| Poole, Jordan \| 193 cm \| 88 kg \| 19-06-1999 \| Michigan \| \| AP \| \| \| Bey, Saddiq \| 201 cm \| 98 kg \| 09-04-1999 \| Villanova \| \| P \| \| \| Quinones, Lester \| 193 cm \| 94 kg \| 16-11-2000 \| Memphis \| \| AP/AG \| \| \| Brooks Jr., Keion \| 201 cm \| 95 kg \| 07-08-2000 \| Washington \| \| A/C \| \| \| Looney, Kevon \| 206 cm \| 101 kg \| 06-02-1996 \| UCLA \| | Allenatore - Willie Green Assistente/i James Borrego - Jarron Collins - Aaron Miles - Casey Hill - Corey Brewer - Dan Geriot - Darnell Lazare - Jodie Meeks Legenda - (C) Capitano - (FA) Free agent - (S) Sospeso - (TW) Contratto Two-way - (GL) Assegnato a squadra G League affiliata - Infortunato Roster • Transazioni · Ultima transazione: 27 giugno 2025 |                        |                         |         |        |              |              |
| Pos. | Num. | Naz.                   | Nome                    | Altezza | Peso   | Data nascita | Provenienza  |
| P | 0 | Stati Uniti (bandiera) | Fears, Jeremiah         | 193 cm  | 83 kg  | 14-10-2006   | Oklahoma     |
| AG | 1 | Stati Uniti (bandiera) | Williamson, Zion        | 198 cm  | 129 kg | 06-07-2000   | Duke         |
| AP | 2 | Stati Uniti (bandiera) | Jones, Herbert          | 201 cm  | 95 kg  | 06-10-1998   | Alabama      |
| P | 5 | Stati Uniti (bandiera) | Murray, Dejounte        | 196 cm  | 82 kg  | 11-06-1996   | Auburn       |
| AP | 8 | Stati Uniti (bandiera) | Cain, Jamal             | 198 cm  | 87 kg  | 20-03-1999   | Oakland      |
| G | 11 | Stati Uniti (bandiera) | Boston, Brandon         | 198 cm  | 85 kg  | 28-11-2001   | Kentucky     |
| G/AP | 12 | Stati Uniti (bandiera) | Reeves, Antonio         | 198 cm  | 88 kg  | 20-11-2000   | Kentucky     |
| G | 14 | Stati Uniti (bandiera) | Peavy, Micah            | 203 cm  | 100 kg | 16-07-2001   | Georgetown   |
| G | 15 | Stati Uniti (bandiera) | Alvarado, Jose          | 183 cm  | 81 kg  | 12-04-1998   | Georgia Tech |
| AG/C | 17 | Croazia (bandiera)     | Matkovic, Karlo         | 208 cm  | 105 kg | 30-03-2001   | Croazia      |
| C | 21 | Camerun (bandiera)     | Missi, Yves             | 213 cm  | 107 kg | 14-05-2004   | Baylor       |
| AG/C | 22 | Stati Uniti (bandiera) | Queen, Derik            | 208 cm  | 111 kg | 27-12-2004   | Maryland     |
| G | 24 | Stati Uniti (bandiera) | Hawkins, Jordan         | 196 cm  | 86 kg  | 29-04-2002   | Connecticut  |
| AP | 25 | Stati Uniti (bandiera) | Murphy, Trey            | 203 cm  | 93 kg  | 18-06-2000   | Virginia     |
| AG | 50 | Stati Uniti (bandiera) | Robinson-Earl, Jeremiah | 203 cm  | 104 kg | 03-11-2000   | Villanova    |
| G | | Stati Uniti (bandiera) | Poole, Jordan           | 193 cm  | 88 kg  | 19-06-1999   | Michigan     |
| AP | | Stati Uniti (bandiera) | Bey, Saddiq             | 201 cm  | 98 kg  | 09-04-1999   | Villanova    |
| P | | Stati Uniti (bandiera) | Quinones, Lester        | 193 cm  | 94 kg  | 16-11-2000   | Memphis      |
| AP/AG | | Stati Uniti (bandiera) | Brooks Jr., Keion       | 201 cm  | 95 kg  | 07-08-2000   | Washington   |
| A/C | | Stati Uniti (bandiera) | Looney, Kevon           | 206 cm  | 101 kg | 06-02-1996   | UCLA         |

## Giocatori

### Numeri Ritirati
| Numeri ritirati New Orleans Pelicans |               |           |             |
| Num.                                 | Giocatore     | Posizione | Stagione/i  |
| 7                                    | Pete Maravich | P         | 1974–1979 1 |

Note:
- 1 I Pelicans hanno ritirato la maglia di Maravich durante la loro prima gara a New Orleans, in onore del contributo apportato alla pallacanestro in Louisiana con la vecchia squadra della città, i New Orleans Jazz.
- Il numero 6 è stato ritirato per tutte le squadre della NBA in onore di Bill Russell[4][5]

## Allenatori
| Legenda | Legenda                                                                   |
| ------- | ------------------------------------------------------------------------- |
| PA      | Partite allenate                                                          |
| V       | Vittorie                                                                  |
| S       | Sconfitte                                                                 |
| V%      | Percentuale di vittorie                                                   |
|         | Ha trascorso l'intera sua carriera da allenatore con gli Hornets/Pelicans |

Note: Statistiche aggiornate a fine stagione regolare 2023-2024.
| New Orleans Hornets  |                |           |     |     |     |      |    |   |   |      |                                  |       |
| 1                    | Paul Silas     | 2002–2003 | 82  | 47  | 35  | 57,3 | 6  | 2 | 4 | 33,3 |                                  |       |
| 2                    | Tim Floyd      | 2003–2004 | 82  | 41  | 41  | 50,0 | 7  | 3 | 4 | 42,9 |                                  |       |
| 3                    | Byron Scott    | 2004-2009 | 419 | 203 | 216 | 48,4 | 17 | 8 | 9 | 47,1 | 2007–08 Allenatore dell'anno NBA |       |
| 4                    | Jeff Bower     | 2009–2010 | 73  | 34  | 39  | 46,6 | —  | — | — | —    |                                  | [ 6 ] |
| 5                    | Monty Williams | 2010-2013 | 230 | 94  | 136 | 40,9 | 6  | 2 | 4 | 33,3 |                                  |       |
| New Orleans Pelicans |                |           |     |     |     |      |    |   |   |      |                                  |       |
| —                    | Monty Williams | 2013-2015 | 164 | 79  | 85  | 48,2 | 4  | 0 | 4 | 0,0  |                                  |       |
| 6                    | Alvin Gentry   | 2015-2020 | 400 | 175 | 225 | 43,8 | 9  | 5 | 4 | 55,5 |                                  |       |
| 7                    | Stan Van Gundy | 2020-2021 | 72  | 31  | 41  | 43,1 | —  | — | — | —    |                                  |       |
| 8                    | Willie Green   | 2021-     | 246 | 127 | 120 | 51,4 | 10 | 2 | 8 | 20,0 |                                  |       |

## Leader di franchigia
Dati aggiornati al 28 febbraio 2025.
1. Anthony Davis (11 059)
2. David West (8 690)
3. Chris Paul (7 936)
4. Jrue Holiday (7 321)
5. Brandon Ingram(6 991)
6. Zion Williamson(5 051)
7. Ryan Anderson (3 702)
8. Christian James McCollum (4 505)
9. Jonas Valančiūnas (3 431)
10. Eric Gordon (3 390)

1. Chris Paul (4 228)
2. Jrue Holiday (2 803)
3. Brandon Ingram (1 574)
4. Tyreke Evans (1 139)
5. Greivis Vásquez (1 063)
6. David West (1 042)
7. Anthony Davis (982)
8. Baron Davis (950)
9. Lonzo Ball (754)
10. Eric Gordon (726)

1. Anthony Davis (4 906)
2. David West (3 853)
3. P.J. Brown (2 675)
4. Tyson Chandler (2 225)
5. Jonas Valančiūnas (1 954)
6. Chris Paul (1 951)
7. Jamaal Magloire (1 776)
8. Emeka Okafor (1 759)
9. Jrue Holiday (1 728)
10. Al-Farouq Aminu (1 389)

1. David West (530)
2. Anthony Davis (466)
3. Chris Paul (425)
4. Jrue Holiday (415)
5. P.J. Brown (315)
6. Rasual Butler (293)
7. E'Twaun Moore (264)
8. Dante Cunningham (263)
9. Darius Miller (253)
10. Brandon Ingram (304)

1. Chris Paul (1 010)
2. Anthony Davis (639)
3. Jrue Holiday (638)
4. David West (396)
5. Baron Davis (280)
6. Herbert Jones (274)
7. P.J. Brown (265)
8. Tyreke Evans (239)
9. Al-Farouq Aminu (233)
10. Eric Gordon (225)

1. Anthony Davis (1 121)
2. David West (435)
3. Emeka Okafor (305)
4. Tyson Chandler (269)
5. Jrue Holiday (267)
6. P.J. Brown (253)
7. Jamaal Magloire (235)
8. Rasual Butler (181)
9. Jaxson Hayes (167)
10. Alexis Ajinça (155)

1. Jrue Holiday (628)
2. Peja Stojaković (553)
3. Ryan Anderson (533)
4. Brandon Ingram (468)
5. Eric Gordon (421)
6. Rasual Butler (410)
7. Chris Paul (379)
8. E'Twaun Moore (344)
9. C.J. McCollum (339)
10. Baron Davis (330)

## Palmarès
- Southwest Division: 1

2007-2008

## Premi individuali
NBA Rookie of the Year Award
- Chris Paul - 2006

NBA Coach of the Year Award
- Byron Scott - 2008

NBA Most Improved Player Award
- Brandon Ingram - 2020

NBA Executive of the Year Award
- Bob Bass – 1997

All-Star Selections
- Jamal Mashburn – 2003
- Baron Davis – 2004
- Jamaal Magloire – 2004
- Chris Paul – 2008, 2009, 2010, 2011
- David West – 2008, 2009
- Anthony Davis – 2014, 2015, 2016, 2017, 2018, 2019
- DeMarcus Cousins – 2018
- Brandon Ingram – 2020
- Zion Williamson – 2021, 2023

NBA All-Star Game MVP
- Anthony Davis – 2017

Western Conference All-Star Head Coach
- Byron Scott – 2008

All-NBA First Team
- Chris Paul - 2008
- Anthony Davis - 2015, 2017, 2018

All-NBA Second Team
- Chris Paul - 2009

All-NBA Third Team
- Jamal Mashburn - 2003
- Baron Davis - 2004
- Chris Paul - 2011

NBA All-Defensive First Team
- Chris Paul - 2009
- Anthony Davis - 2018
- Jrue Holiday - 2018
- Herbert Jones - 2024

NBA All-Defensive Second Team
- P.J. Brown - 2001
- Chris Paul - 2008, 2011
- Anthony Davis - 2015, 2017
- Jrue Holiday - 2019

NBA Rookie First Team
- Chris Paul - 2006
- Darren Collison - 2010
- Anthony Davis - 2013
- Buddy Hield - 2017
- Zion Williamson - 2020

NBA Rookie Second Team
- Marcus Thornton - 2010
- Herbert Jones - 2022
- Yves Missi - 2025

NBA Sportsmanship Award
- P.J. Brown - 2004

Twyman-Stokes Teammate of the Year Award
- Jrue Holiday - 2020

-Titolari All-Star Game in grassetto.